# Bloomberg Businessweek
Bloomberg Businessweek ist ein in New York City monatlich erscheinendes Wirtschaftsmagazin. Es wurde erstmals im September 1929 vom Verlag McGraw-Hill unter dem Titel The Business Week publiziert. Ende 2009 wurde es von dem Medienunternehmen Bloomberg L.P. übernommen. Für das Magazin arbeiten inzwischen mehr als 2350 Journalisten in 146 Büros in 72 Ländern und liefern Beiträge zu den Online- und Print-Ausgaben.
Das Bloomberg Businessweek Magazin gilt weltweit als eine der größten vertrauenswürdigen Quellen für Geschäftsleute. Die Leserschaft ist mit mehr als 4,8 Millionen Menschen in über 140 Ländern verteilt. Das Hauptmerkmal des Bloomberg Businessweek Magazins ist es neueste und genaueste Informationen, Berichte und Meinungen über die Geschäftswelt zu veröffentlichen. Auf den ersten Seiten des Magazins sind Segmente gedruckt, die Themen wie Arbeit, Wirtschaft, Werbung und Verwaltung abdecken. Im Laufe der Jahre hat das Magazin allerdings einige Veränderungen erfahren, so zum Beispiel ein umfangreicherer Bereich für Technologie und soziale Medien.
Seit 1988 veröffentlicht das Magazin jährliche Rankings von Studiengängen zum Master of Business Administration.